# Vasile Chiroiu
Vasile Chiroiu (né le 13 août 1910 à Nagykomlós à l'époque en Autriche-Hongrie et aujourd'hui en Roumanie, et mort le 9 mai 1976) fut un joueur et entraîneur de football roumain.

## Biographie

### Joueur
Vasile Chiroiu commence sa carrière en 1924 au Politehnica Timișoara jusqu'en 1928 où il rejoint le Banatul Timișoara. En 1931, il rejoint le CFR Bucarest, club de la capitale. Il signe ensuite en 1934 au CA Oradea puis au Ripensia Timișoara. Il finit sa carrière au CAM Timișoara puis en 1941 au Uzinele Metalurgice Cugir.

### International
Chiroiu évolue 9 fois avec l'équipe de Roumanie de football, et fait ses débuts le 29 novembre 1931 contre la Grèce. Il participe à la coupe du monde 1938 en France.

### Entraîneur
Pendant la Seconde Guerre mondiale, il prend la charge du Județ de Timiș, puis prend ensuite les rênes du Metalurgistul Cugir, un de ses anciens clubs.